# Mistrzostwa Europy w Lekkoatletyce 1934 – maraton mężczyzn
Bieg maratoński mężczyzn był jedną z konkurencji rozgrywanych podczas I Mistrzostw Europy w Turynie. Bieg został rozegrany 9 września 1934 roku. Dystans wynosił 42 kilometry 750 metrów. Zwycięzcą tej konkurencji został fiński zawodnik Armas Toivonen. W rywalizacji wzięło udział piętnastu zawodników z dziewięciu reprezentacji.

## Finał
| Place | Athlete             | Time      |
| ----- | ------------------- | --------- |
| 1     | Armas Toivonen      | 2:52:29,0 |
| 2     | Thore Enochsson     | 2:54:35,6 |
| 3     | Aurelio Genghini    | 2:55:03,4 |
| 4     | József Galambos     | 2:55:14,0 |
| 5     | Heinrich Brauch     | 2:58:42,0 |
| 6     | Hans Wehrli         | 2:58:45,0 |
| 7     | Rudolf Morf         | b. d.     |
| 8     | Michele Fanelli     | 3:11:09,4 |
| 9     | Josef Šulc          | b. d.     |
| -     | Frans Van der Steen | DNF       |
| -     | Franz Tuschek       | DNF       |
| -     | Rudolf Wöber        | DNF       |
| -     | Oiva Ekholm         | DNF       |
| -     | Paul Gerhardt       | DNF       |
| -     | Josef Bena          | DNF       |